# 關聖玉皇
關聖玉皇（かんせいぎょっこう）とは三國志で有名な蜀の英傑關羽将軍の神格化である。

## 来歴
義侠心に富み、その忠節を讚えられた關羽将軍は仁義禮智信勇の六徳
1. 華陽釈曹之仁（赤壁の戦いで敗れて華陽へ逃げる曹操を捕えたが、逃せば軍法により自らの死罪も免れない中、命乞いする曹操に情けをかけ逃がした慈しみの心）
2. 千里尋兄之義（劉備の元へ馳せ参じるため后を護衛しながら千里を駆けた忠義の心）
3. 秉燭達旦之禮（曹操の捕虜になる際に三つの条件を提示する。
  1. 曹操に降伏するのではなく漢朝に降伏するのだということ。
  2. 甘夫人の身の安全を約束すること。
  3. 劉備の消息が分かり次第、劉備の元へ馳せ参じるということ。

そして三つの条件を曹操に承諾された關羽将軍は毎晩、寒い中、甘夫人の寝室の外で毎晩蝋燭を持ち見張りを続け尽くした禮節）
4. 水淹七軍之智（樊城の戦いにおいて川の水を氾濫させて魏軍の精鋭七軍（八万七千五百人の敵軍）を全滅させた叡智）
5. 單刀赴會之信（呉軍の魯粛との談合のため益陽に護身用の剣一振りだけを持ち単騎で敵軍に乗り込み敵軍すら偽りなく信頼した心）
6. 刮骨療傷之勇（麻酔もなく肉を裂き骨を刮る毒矢の治療を躊躇せず受けた勇ましさ）

などを貫き通した生涯だったが、死後、荊州當陽の玉泉山で彷徨っていたところ、嘗て千里行の時の恩人である普浄和尚が諭したため、ようやく關羽将軍は悟りを得て成仏したという。以来玉泉山に神としてに祀られた。 現在は道教の最高神である玉皇大帝（太極聖皇　玄靈高上帝）の位に就かれており玉帝、天公、關皇とも呼ばれ紫微垣の裏の火の正氣を象徴し三十六天、三千世界、七十二地、仙界、神界、佛界、日月星辰、 億萬生霊、天地万物を統御する宇宙最高神であり諸神を統率し五常八徳、文武雙全（文武両道の意）を司る。 
正統道蔵によれば「雷部斬邪使興風撥雲上將馘魔大將護國都統軍平章政事崇寧眞君關元帥諱羽　字雲長」や「酆都大威德大忿怒統天禦地殺鬼馘魔大將關羽」などの神号に封ぜられたといわれている。
1863年頃、「南天文衡聖帝」（南方を統御し火、朱雀、九などを象徴する）の職に就かれていた際に神仙界の総選挙で三教聖人の推薦により十八代玉皇大帝（關聖玉皇　玉皇大天尊玄靈高上帝）の位に昇格される。

## 地位
- 【鸞門】（道教の一つの流派　一貫道）では「玉皇大天尊」「玄靈高上帝」などの尊号が贈られている。
- 【儒門】では「五文昌」（關聖帝君、文昌帝君、孚佑帝君、魁斗星君、朱衣星君）の一角に数えられる。
- 【白教】（噶舉派（藏文：བཀའ་བརྒྱུད་，藏語拼音：Kagyu 或 Kagyupa，威利：bka'-brgyud））では「噶瑪漢神」に封ぜられている。
- 【佛教】では「伽藍菩薩」と呼ばれ如来や菩薩を護法する菩薩に封ぜられている。
- 【密教】では「馬頭観音」の眷属の「紅面獄主」又は「紅司命主」に封ぜられている。
- 【道教】では「蕩魔真君」「伏魔大帝」などの除災、伏魔の武神に封ぜられており 清代の順治皇帝からは「忠義神武靈裕仁勇威顯護國保民精誠綏靖翊贊宣徳關聖大帝」の神号が贈られている。
- 【民間】では「恩主公」「武財神」と呼ばれている。 別名「關夫子」「關帝」「關帝爺」「武聖帝君」「武聖人」「武聖君」「山西夫子」「帝君爺」「協天大帝」「關羽」 「關壯繆」「文衡聖帝」「翊漢天尊」「護法爺」「伽藍爺」「三界伏魔大帝」「武安尊王」「恩主公」「關恩主」 「蓋天古佛」「崇護真君」「五天聖帝」「崇富兵君」など 天の神格化とされ、全知全能を司る。 聖誕祭は農暦（旧暦）の1月9日である。

## 歴代玉皇大帝
- 第一任玉皇大天尊 - 玄玄高上帝　黄老君（コウロウクン）　任期十甲子、紀元前3734-3134（混沌期）
- 第二任玉皇大天尊 - 玄元高上帝　紫微帝君（シビテイクン）　任期七甲子、紀元前3133-2713（混沌期）
- 第三任玉皇大天尊 - 玄明高上帝　大寰教化聖主（ダイゲンキョウカセイシュ）　任期五甲子、紀元前2712-2412（帝嚳）
- 第四任玉皇大天尊 - 玄微高上帝　鴻鈞老祖（コウキンロウソ）　任期四甲子、紀元前2411-2171（夏太康）
- 第五任玉皇大天尊 - 玄寰高上帝　星化帝君（セイカテイクン）　任期七甲子、紀元前2170-1750（夏ー商）
- 第六任玉皇大天尊 - 玄中高上帝　炁原天尊（キゲンテンソン）　任期三甲子、紀元前1749-1569（商太戊）
- 第七任玉皇大天尊 - 玄理高上帝　光華聖主（コウカセイシュ）　任期三甲子、紀元前1568-1388（殷盤庚）
- 第八任玉皇大天尊 - 玄天高上帝　大羅祖師（ダイラソシ）　任期二甲子、紀元前1387-1267（殷武丁）
- 第九任玉皇大天尊 - 玄運高上帝　精一天師（セイイツテンシ）　任期二甲子、紀元前1266-1146（殷紂）
- 第十任玉皇大天尊 - 玄化高上帝　延衍祖師（エンエンソシ）　任期六甲子、紀元前1145-785（周宣王）
- 第十一任玉皇大天尊 - 玄陰高上帝　北華帝君（ホッカテイクン）　任期三甲子、紀元前784-604（周定王）
- 第十二任玉皇大天尊 - 玄陽高上帝　廣度眞王（コウドシンオウ）　任期七甲子、紀元前603-183（漢）
- 第十三任玉皇大天尊 - 玄正高上帝　度化天尊（ドカテンソン）　任期八甲子、紀元前182年-298年（晋恵帝）
- 第十四任玉皇大天尊 - 玄炁高上帝　伏魔世祖（フクマセソ）　任期八甲子、299-779年（唐代宗）
- 第十五任玉皇大天尊 - 玄震高上帝　興儒天尊（コウジュテンソン）　任期四甲子、780-1020年（宋真宗）
- 第十六任玉皇大天尊 - 玄蒼高上帝　救世天王（グゼテンオウ）　任期九甲子、1021-1561年（明世宗）
- 第十七任玉皇大天尊 - 玄穹高上帝　妙樂國王（ミョウラクコクオウ）　任期五甲子、1562-1862年（清同治）
- 第十八任玉皇大天尊 - 玄靈高上帝　關聖帝君（カンセイテイクン）　任期中　1863年-現在まで連任中